# Dąbie
Dąbie [ˈdɔmbʲɛ] (deutsch Dabie, auch Dombie, 1940–1945: Eichstädt (Wartheland)) ist eine Stadt mit etwa 2000 Einwohnern in Polen. Sie liegt 18 Kilometer südöstlich von Koło am Ner und gehört dem Powiat Kolski der Woiwodschaft Großpolen an. Sie ist Sitz der gleichnamigen Stadt-und-Land-Gemeinde mit 6251 Einwohnern (Stand 31. Dezember 2020).

## Geschichte
Die erste Erwähnung des Ortes, der zu diesem Zeitpunkt im Besitz des Prämonstratenserordens war, stammt aus dem Jahre 1232. 1423 erhielt Dąbie Stadtrecht und wurde königliche Stadt.
Nach der zweiten Teilung Polens 1793 wurde Dąbie preußisch und war Teil von Südpreußen. 1807 lag die Stadt auf dem Gebiet des Herzogtums Warschau und ab 1815 gehörte sie zum Königreich Polen. Im 19. Jahrhundert entstanden hier mehrere Webereien.
Im Jahre 1864 fanden in der Stadt Kämpfe mit Aufständischen statt. Während des Ersten Weltkrieges wurde Dąbie im Jahre 1915 bei Kämpfen zwischen deutschen und russischen Truppen zerstört.
Im Jahre 1933 erhielt die Stadt einen Anschluss an das Eisenbahnnetz, die Bahnstrecke verläuft jedoch 3 km östlich der Stadt.
1939 wurde der Ort beim Überfall auf Polen von der deutschen Wehrmacht besetzt.
Während der bis 1945 dauernden Besatzungszeit wurde der Name der Stadt von der deutschen Verwaltung in Eichstädt geändert; die Synagoge wurde weitgehend zerstört.
Vor Beginn der Besatzung lebten rund 1100 Juden in der Stadt.
1941 wurden für die noch verbleibenden Juden ein Ghetto eingerichtet.
Dieses diente auch der Selektion von aus dem Ghetto Łódź hergebrachten Juden, daher ist die genaue Zahl der dort lebenden Menschen unbekannt.
Im Dezember des gleichen Jahres wurden alle Ghettobewohner in das nahe gelegene Vernichtungslager Kulmhof gebracht und vor allem in Gaswagen ermordet.
Mitte Januar 1945 flohen die deutschen Besatzer vor der im Rahmen der Weichsel-Oder-Operation unerwartet schnell heranrückenden Roten Armee, die den Ort am 21. Januar 1945 befreite.

## Bauwerke
- Die katholische St.-Nikolaus-Kirche wurde in den Jahren 1807–1809 im eklektischen Stil nach dem Entwurf von Hilary Szpilowski an der Stelle eines Vorgängerbaus aus dem 17. Jahrhundert erbaut, der 1793 niedergebrannt war.
- Die evangelische Kirche von Dąbie wurde von 1801 bis 1806 erbaut und erhielt ihr heutiges neugotisches Aussehen bei einem Umbau 1906. Das um 2015 restaurierte Gebäude wird serit 1945 nicht mehr sakral genutzt.
- Die 1885 erbaute Synagoge wurde unter der deutschen Besatzung verwüstet und verfiel nach 1945 zunehmend; 1961 wurde das Gebäude renoviert und in ein Wohnhaus umgewandelt.[3]
- Das Rathaus von Dąbie wurde von 1811 bis 1814 im klassizistischen Stil erbaut
- Das Städtische und kommunale Kulturzentrum befindet sich im ehemaligen Gebäude der Freiwilligen Feuerwehr aus dem Jahr 1907

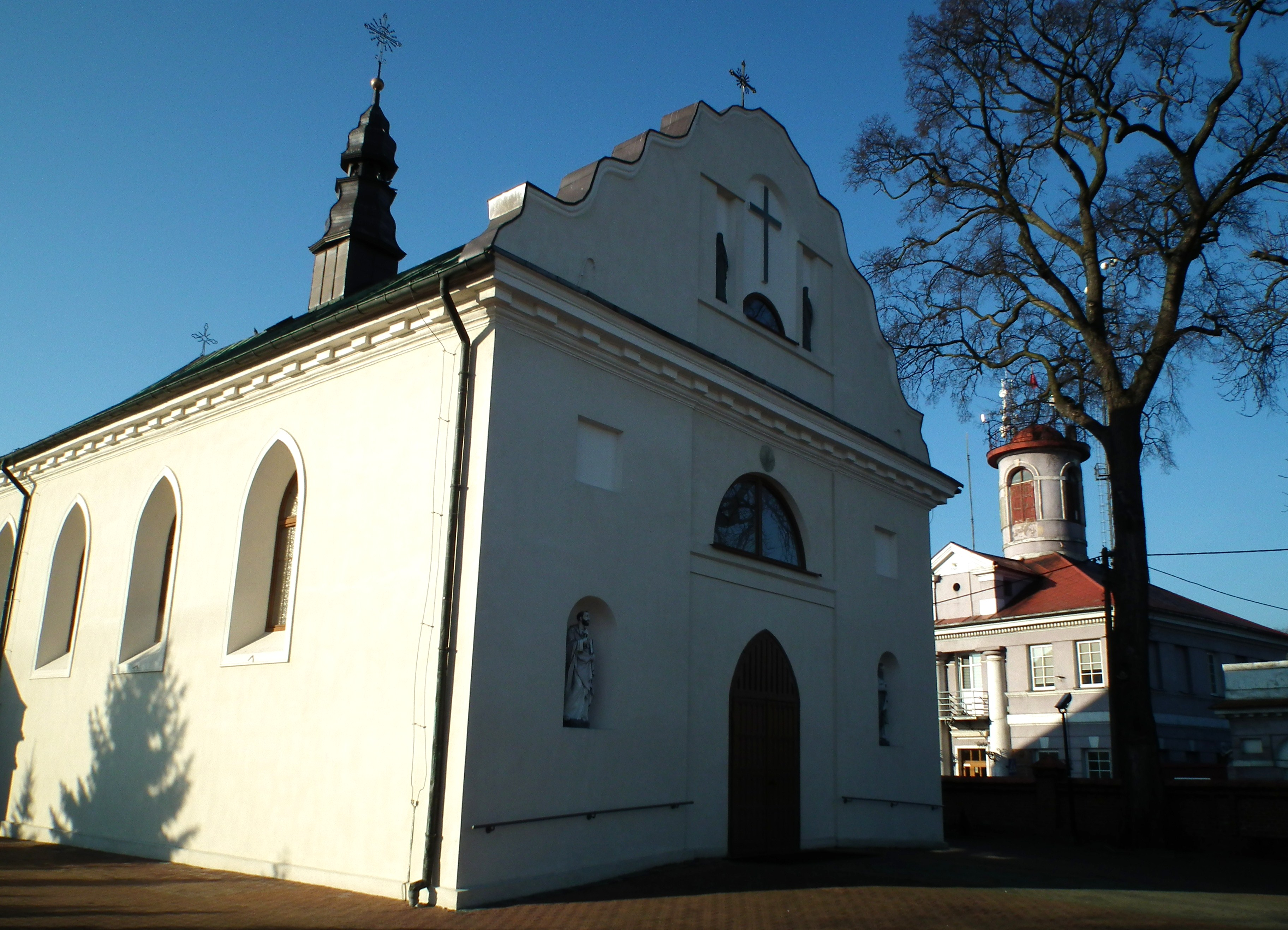
St.-Nikolaus-Kirche
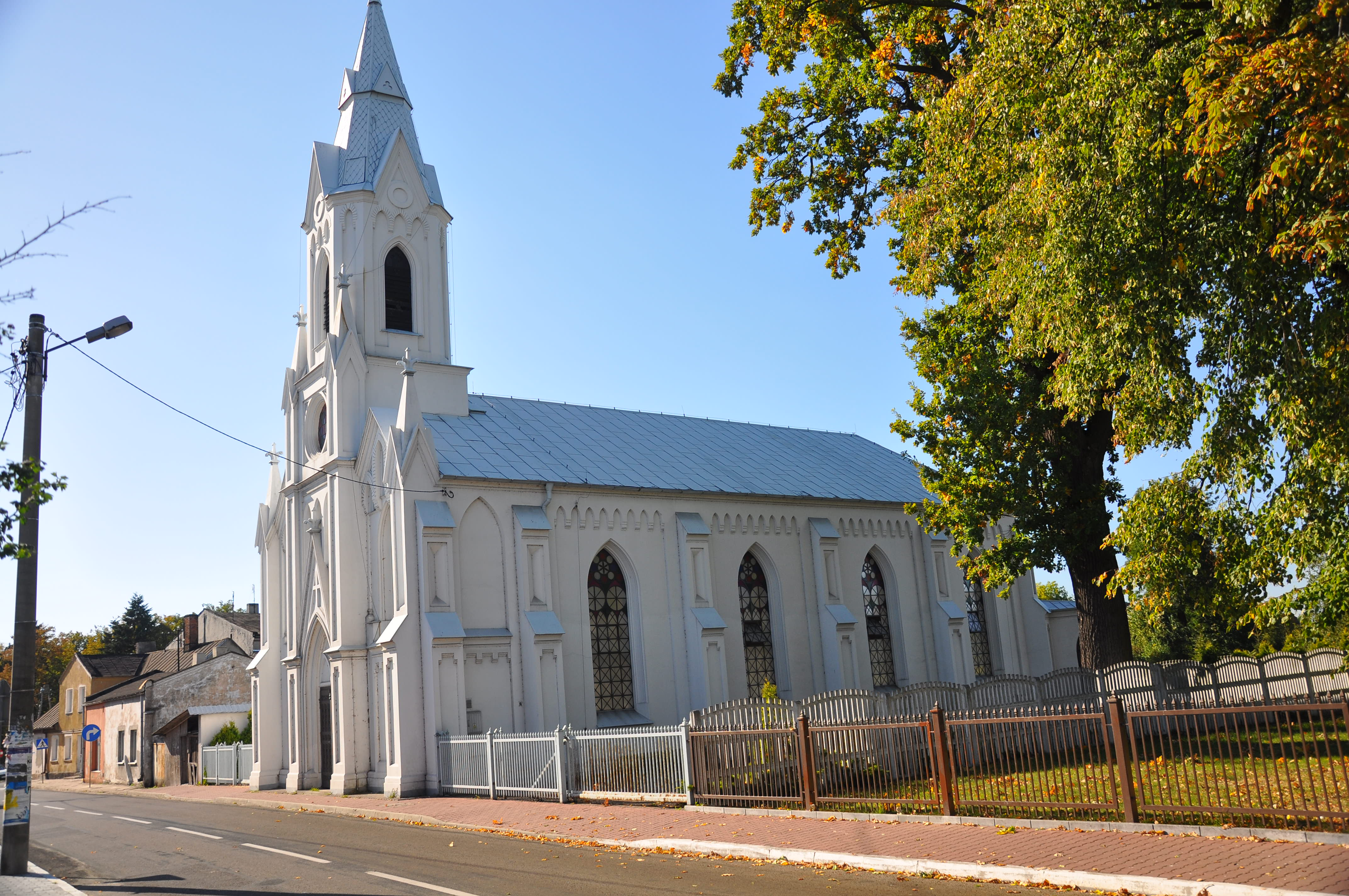
Ehemalige evangelische Kirche
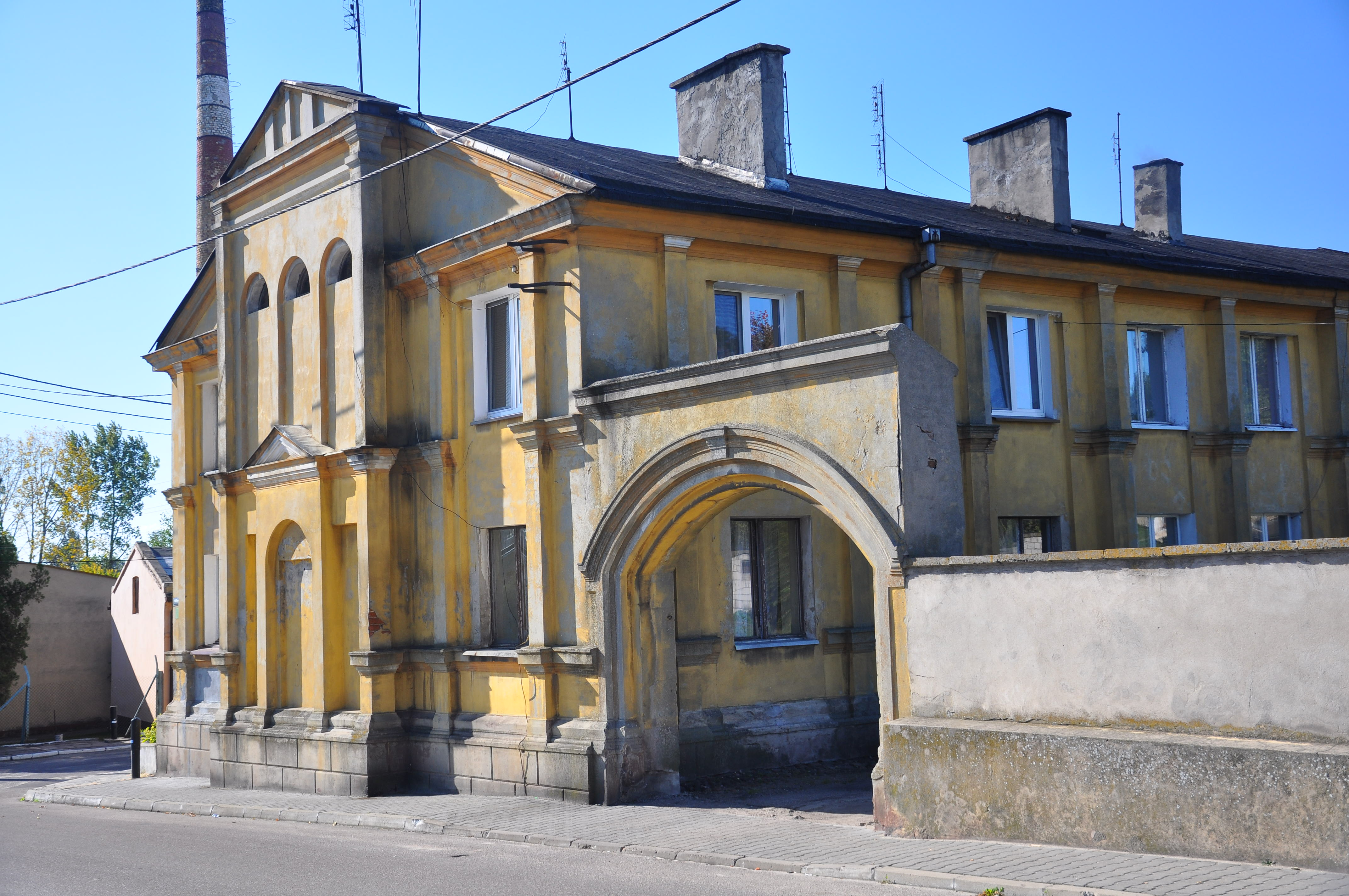
Ehemalige Synagoge
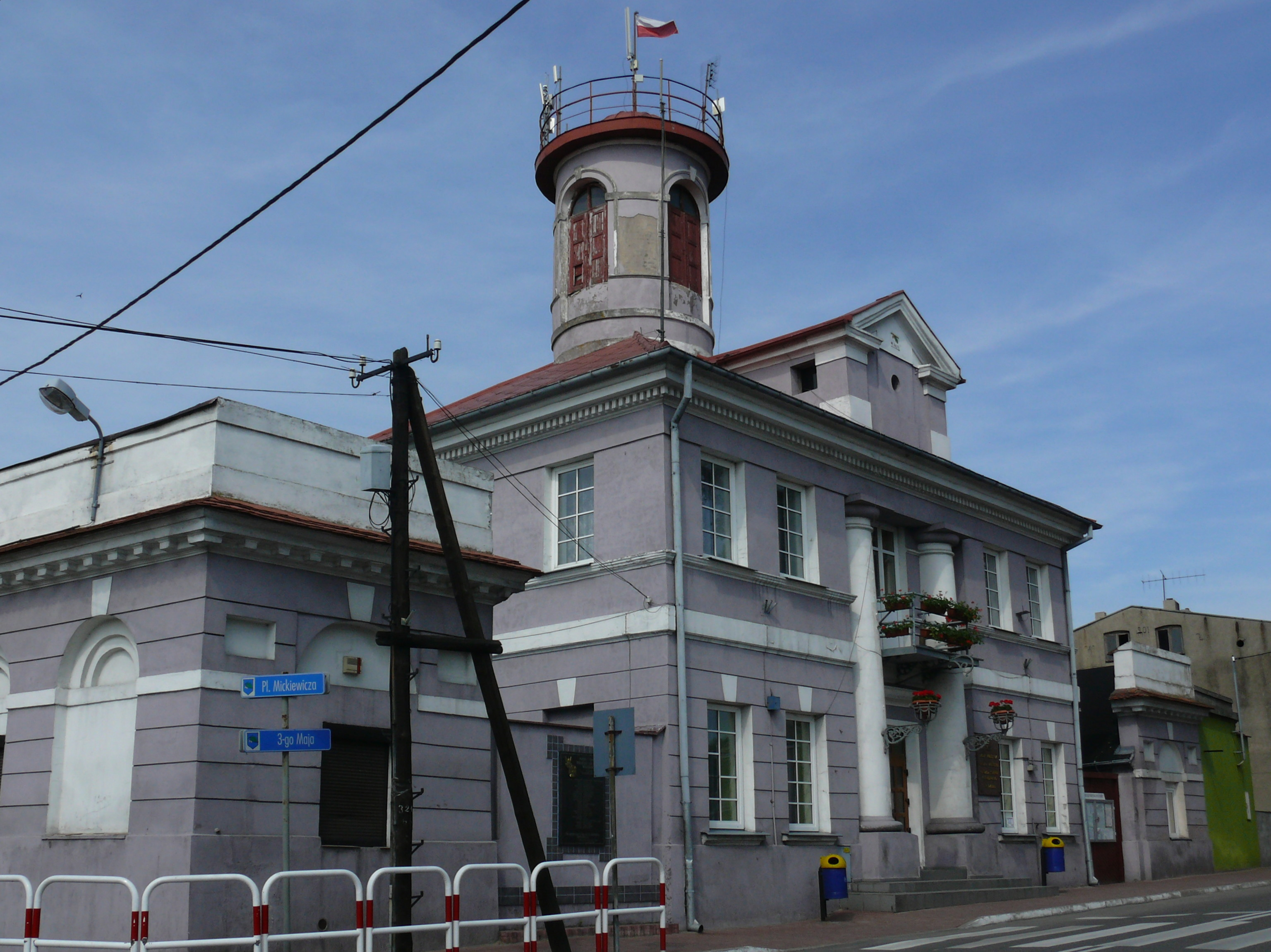
Rathaus Dąbie
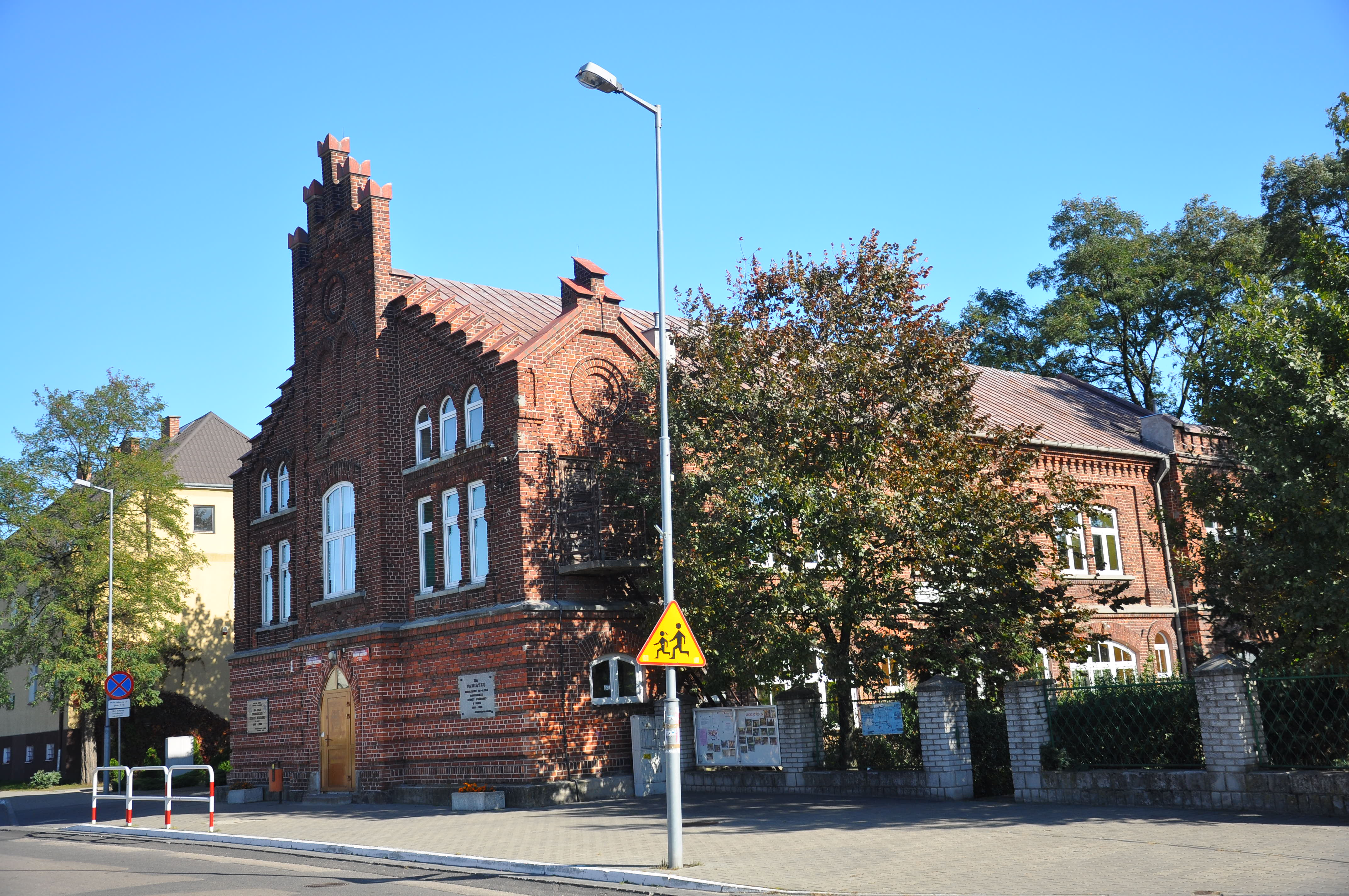
Kulturzentrum
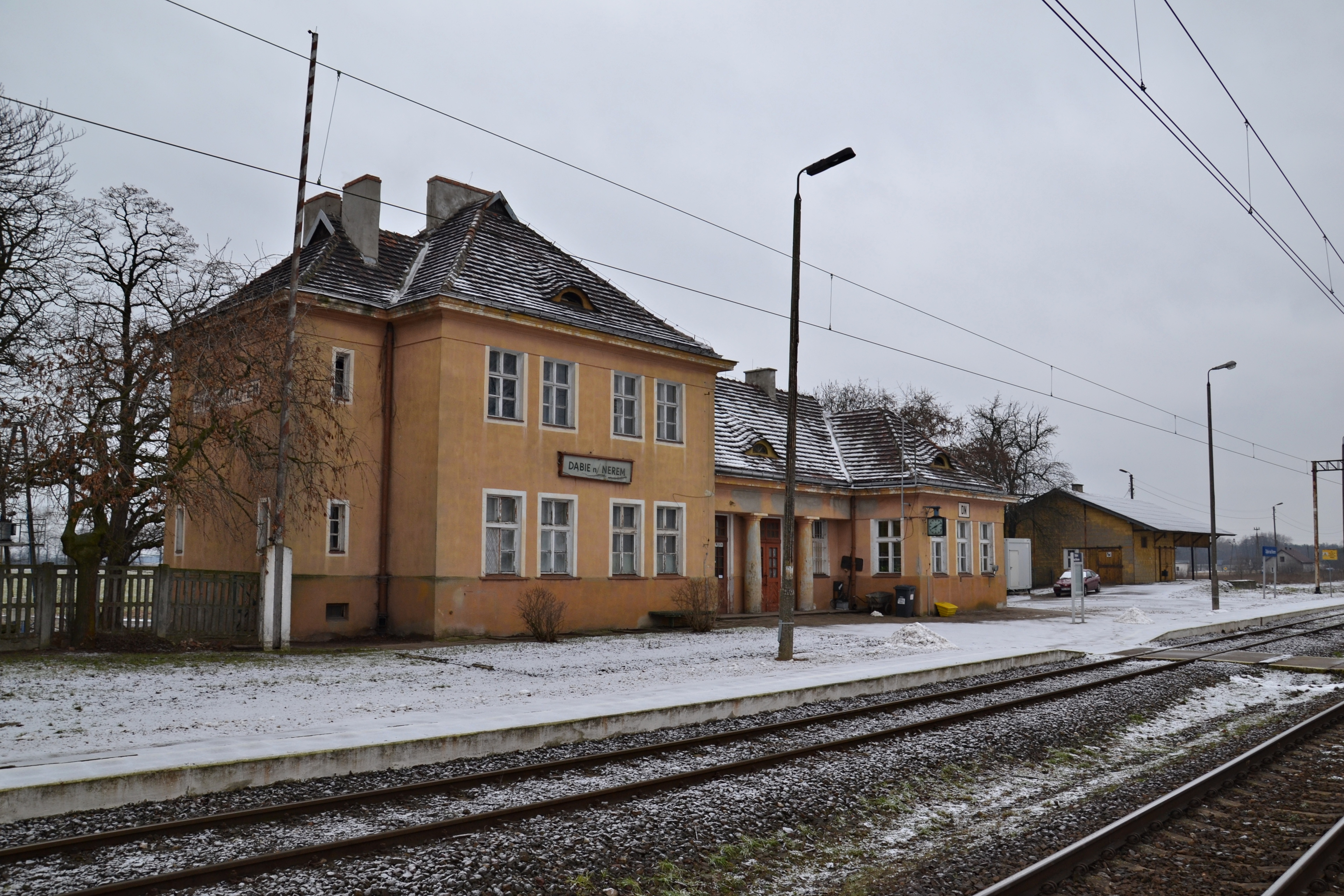
Bahnhof Dąbie nad Nerem

## Gemeinde
Zur Stadt-und-Land-Gemeinde (gmina miejsko-wiejska) Dąbie mit einem Gebiet von 130 km² gehören die Stadt selbst eine Reihe von Dörfer und Ortschaften an.

## Verkehrsanbindung
Der Ort liegt an den wichtigen Woiwodschaftsstraßen 263 und 473 und nur wenige Kilometer nördlich der Autobahn A2.
Der Dienstbahnhof Dąbie an der Bahnstrecke Chorzów–Tczew liegt ein paar Kilometer östlich der Stadt. Der Bahnhof Dąbie Kolskie am Nordrand der Stadt war Endpunkt der Schmalspurbahn Sompolno–Dąbie Kolskie.